# SunAmerica Center

Le SunAmerica Center (anciennement appelé AIG – SunAmerica Center ) est un gratte-ciel de 39 étages et de 163 mètres de haut situé à Century City dans le centre-ville de Los Angeles en  Californie.  La tour a été achevée en 1990. Conçu par Johnson Fain, c'est le vingtième plus haut bâtiment de Los Angeles et le troisième plus haut bâtiment de Century City. Un parking sur place est disponible dans un garage attenant à huit niveaux.
Le SunAmerica Center a reçu le prix BOMA International 2001/2002 de l'immeuble de bureaux de l'année.
Fin mars 2009, tous les logos AIG visibles ont été retirés du bâtiment

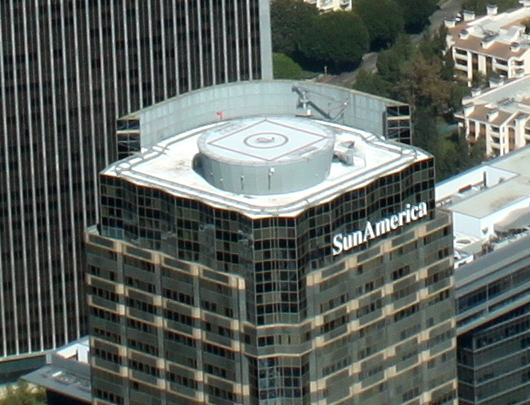
L'hélisurface située sur le toit du SunAmerica Center.

## Locataires
- Moelis &amp; Compagnie
- Goldman Sachs
- Morgan Stanley
- Crédit Suisse
- Bain & Company
- Lazard
- Bloomberg LP
- Consulat général des Émirats arabes unis
- AECOM
- Simpson Thacher et Bartlett
- UBS